# Aliciklična spojina
Aliciklične spojine ali alicikli so ogljikovodiki z najmanj enim ogljikovim obročem, ki nimajo aromatskih lastnosti. Aliciklične spojine imajo lahko eno ali več alifatskih stranskih verig. Najenostavnejša aliciklična spojina je cikloalkan ciklopropan. 
Spojine lahko imajo tudi dva ali več obročev. Takšne spojine so, na primer, dekalin, norbornen in norbornadien. Spojine z dvema obročema, ki se stikata preko enega ogljikovega atoma so spiro spojine. Način sklepanja obročev pri formiranju alicikličnih spojin, se v mnogih primerih lahko predvidi z Baldwinovimi pravili..
Monociklične aliciklične spojine z eno dvojno vezjo so cikloalkeni, med katere spadajo ciklopropen, ciklobuten in cikloheksen. Položaje dvojnih vezi v mnogih alicikličnih spojinah se lahko predvidi z Bredtovim pravilom.

## Primeri
- ciklobutadien
- ciklopentadien
- cikloheksan
- biciklo[2.2.1]hept-2-en